# Terri Te Tau
Terri Te Tau es una artista y escritora contemporánea de Nueva Zelanda. Es miembro fundadora del Colectivo Mata Aho.

## Trayectoria
Te Tau, que es de origen Rangitāne y Ngāti Kahungunu, creció en la región de Wairarapa. Se formó en la Massey University, de la que obtuvo la licenciatura en Artes Visuales Maoríes y un doctorado en Bellas Artes en 2015, y de la que es profesora en la Whiti o Rehua School of Art. Su tesis doctoral versó sobre la respuesta conceptual Maorí a la vigilancia por parte del estado.
La financiación del Earle CreativityTrust le permitió realizar una exposición en el museo Te Manawa, de Palmerston North, en octubre de 2015.
Aunque Te Tau estudió artes visuales, pronto se sintió atraída por la escritura. Sus escritos han aparecido en numerosas antologías y publicaciones, como Past the Tower, Under the Tree: Doce historias de aprendizaje en comunidad; Robin White: Something is Happening Here, y Year's Best Aotearoa New Zealand Science Fiction and Fantasy, Volumen III.
Es miembro fundadora del Colectivo Mata Aho, un proyecto de colaboración de cuatro mujeres artistas maoríes conocidas por sus instalaciones textiles a gran escala.
Su proyecto en colaboración con Bridget Reweti, Ōtākaro, se presentó en The Physics Room en 2016.
En 2017, el Colectivo Mata Aho, representó a Nueva Zelanda en Documenta 14, donde presentaron Kiko Moana, una obra a gran escala realizada en lona azul que se instaló en el museo regional de Kassel. Fue la primera vez que se invitó a artistas de Nueva Zelanda a presentar su trabajo en el evento.

## Premios y reconocimientos
En 2024 Te Tau resultó ganadora de la categoría de escritores maoríes emergentes en los premios Sunday Star-Times Short Story Awards 2023, por Hīkoi Whetū, la historia de la inquietante premonición de su abuela cuando su marido no volvió a casa una noche.
Ese mismo año, en 2024, durante la 60.ª Bienal de Venecia, fue reconocida junto con Bridget Reweti, Sarah Hudson y Erena Baker, con el León de Oro al mejor participante en la exposición internacional, como miembros del Colectivo Mata Aho, por su obra Takapau, una enorme instalación que «hace referencia a técnicas ancestrales y apunta a usos futuros de estas técnicas»; la misma que fue exhibida durante este evento.